# Джохар, Саид Мохаммед
Саид Мохаммед Джохар (фр. Saïd Mohamed Djohar; 22 августа 1918 — 23 февраля 2006) — коморский политический деятель, дипломат; президент Коморских островов в 1992 — 1995 годах. Старший сводный брат президента-социалиста Али Суалиха.

## Биография
26 ноября 1989 года в результате атаки наёмников во главе с главнокомандующим президентской гвардией Бобом Денаром был убит действующий президент страны Ахмед Абдалла (ранее Денаром же и приведённый к власти). В результате борьбы после убийства Абдаллы Денар был вынужден бежать в ЮАР, а новым главой государства и правящей (единственной разрешённой) партии Коморский союз за прогресс стал Саид Мохаммед Джохар, судья Верховного суда и сводный брат Али Суалиха, свергнутого Денаром и Абдаллой в 1978 году. В 1990 году Джохар отменил однопартийный режим, после чего прошли президентские выборы. Кандидат оппозиции, бывший соратник Абдаллы Мохамед Таки Абдулкарим лидировал в первом туре с 24,1 % против 23,2 % у Джохара, однако во втором туре, получив 55,1 %, Джохар был избран президентом. В 1992 году Таки был назначен премьер-министром, но в том же году ушёл в отставку и призвал к бойкоту парламентских выборов. Несмотря на бойкот основными оппозиционными силами, результаты оказались неудачными для правящей партии, и в 1993 году Джохар распустил парламент и провёл новые выборы, на сей раз давшие его сторонникам большинство мест. Он оставался президентом Коморских островов до 29 сентября 1995 года, когда вернувшийся в страну Денар устроил новый переворот, чтобы попытаться вернуться к власти. Тем не менее, этот переворот был подавлен в ходе операции французской армии, арестовавшей Денара и интернировавшей Джохара на Реюньоне. Поначалу исполняющим обязанности президента был сделан Таки, но вскоре полномочия перешли к последнему премьер-министру при Джохаре Кааби Эль-Яхруту Мохамеду, а 27 января 1996 года Джохара вернули на пост президента, где его основной задачей стала организация выборов нового главы государства. Сам Джохар был вынужден отказаться от участия в выборах, и на них победил Таки, который и сменил Джохара 27 марта того же года.